# 新西爾卡 (沃茲涅先斯克區)
47°18′51″N 31°5′18″E / 47.31417°N 31.08833°E
新西爾卡（烏克蘭語：Новосілка），是烏克蘭南部的村莊，由尼古拉耶夫州沃茲涅先斯克區的韋塞利諾韋市鎮負責管轄。該村始建於1957年，面積0.54平方公里，海拔高度90米，2001年人口163，人口密度每平方公里301.9人。